# 1 Billion Views
1 Billion Views es el primer álbum de estudio de EXO-SC, subunidad del grupo surcoreano EXO. Fue lanzado el 13 de julio de 2020 por SM Entertainment. Está disponible en tres versiones: Ocean, Paradise y Park.

## Antecedentes y lanzamiento
El 9 de junio, SM confirmó que EXO-SC se estaba preparando para lanzar un nuevo álbum en julio. El 23 de junio, se anunciaron la fecha de lanzamiento y el título del álbum junto con una imagen teaser de la portada digital.
El 1 de julio, se lanzó una imagen de la lista de canciones y el calendario del álbum. El 2 de julio, se lanzaron cinco imágenes teaser de Chanyeol, con otras cinco imágenes de Sehun lanzadas al día siguiente. El 3 de julio, se informó que el dúo participó en la escritura de la letra de cada canción del álbum y ayudó a componer las canciones «Telephone», «Fly Away» y «On Me». El 4 de julio, se lanzaron cinco imágenes de Sehun y Chanyeol. El 6 de julio, se lanzaron imágenes del dúo juntos e individualmente. El mismo día, se informó que el álbum presenta dos canciones en solitario: «Nothin'», interpretada por Chanyeol y «On Me» por Sehun. El 7 de julio, «Telephone» en colaboración con 10cm se lanzó digitalmente, junto con un vídeo musical. Al día siguiente, se publicó el videoclip de «Nothin'», seguido por el de «On Me» el 9 de julio. El 12 de julio, se lanzó el teaser de «1 Billion Views». El 13 de julio, el álbum fue lanzado oficialmente, junto con el vídeo musical de la canción mencionada anteriormente.

## Composición
«1 Billion Views», con Moon, es una canción moderna de hip hop con un sonido funky de guitarra y un adictivo ritmo disco. Las letras son ingeniosas y tratan de querer ver a un ser querido reproducir su vídeo repetidamente. «Say It», con Penomeco quien participó en la escritura de la letra, se describe como una canción de hip hop y un ritmo bossa nova para «sentir el ambiente veraniego». «Telephone», con 10cm, se describe como una canción de hip hop con un alegre riff de piano y un fuerte ritmo de bajo. «Fly Away», con Gaeko que también participó en la composición de la canción, se describe como una canción de hip hop de R&B basada en sonidos sentimentales de una banda lírica. «Nothin'», la canción interpretada por Chanyeol, en la que participó tanto en la escritura como en la composición, se describe como una canción de hip hop R&B con una armonía entre los sonidos de una guitarra eléctrica y ritmo pesado. Las letras hablan sobre la determinación de uno mismo de seguir su propio camino en silencio y sin prestar atención a los alrededores. «On Me», interpretado por Sehun, en el que participó tanto en la escritura como en la composición, se describe como una canción trap hip hop con un bajo rítmico y un sintetizador fuerte. La letra habla sobre ser el mejor en cada momento. «Rodeo Station» es una canción de hip hop que combina riffs de guitarra y ritmos casuales. En la letra, Sehun y Chanyeol recuerdan con nostalgia su pasado y presente, mientras rememoran el paisaje alrededor de la estación de rodeo de Apgujeong durante sus días de aprendiz. «Jet Lag» es una canción de R&B hip hop con una interpretación lírica de guitarra con letras sobre que una persona está en una relación donde no pueden conocer a su pareja fácilmente, y ambas partes sienten que su amor se está separando debido a la tiempo que pasan lejos el uno del otro.

## Lista de canciones
| N.º   | Título                                | Letras                              | Música                                                           | Duración |  |
| 1.    | «1 Billion Views» (10 억뷰; con Moon) | Gaeko, Boi B, Loey, Sehun           | Gaeko, Gray, Dax, Sole                                           | 3:29     |  |
| 2.    | «Say It» (con Penomeco)               | Gaeko, Thama, Loey, Sehun, Penomeco | Ninos Hanna, Adam Kulling, Yei Gonzalez, Santiago Rodriguez Liem | 3:21     |  |
| 3.    | «Rodeo Station» (로데오역)            | Gaeko, Boi B, Loey, Sehun           | Gaeko, Padi, Kim Tae-san, Thama                                  | 3:40     |  |
| 4.    | «Telephone» (척; con 10cm)            | Studio 519, Gaeko, Sehun            | Studio 519, Gaeko, Sehun                                         | 3:16     |  |
| 5.    | «Jet Lag» (시차적응)                  | Gaeko, Hangzoo, Loey, Sehun         | Gaeko, Padi, Kim Tae-san, Thama                                  | 3:17     |  |
| 6.    | «Fly Away» (날개; con Gaeko)          | Studio 519, Gaeko, Sehun            | Studio 519, Gaeko, Sehun                                         | 3:46     |  |
| 7.    | «Nothin'» (interpretado por Chanyeol) | Loey, Gaeko                         | Nellz, Will Yanez, Mike Molina, John Mitchell, Xplicit, Loey     | 3:26     |  |
| 8.    | «On Me» (interpretado por Sehun)      | Studio 519, Gaeko, Sehun            | Studio 519, Gaeko, Sehun                                         | 2:55     |  |
| 9.    | «1 Billion Views» (instrumental)      |                                     | Gaeko, Gray, Dax, Sole                                           | 3:29     |  |
| 30:39 |                                       |                                     |                                                                  |          |  |

Nota: Studio 519 está compuesto por Loey, MQ, Jeon Yong-joon y Yunji)

## Posicionamiento en listas
| Lista (2020)                         | Mejor posición |
| ------------------------------------ | -------------- |
| Corea del Sur (Gaon)                 | 1              |
| Japón (Oricon Album Chart)           | 10             |
| Japón (Japan Hot 100)                | 16             |
| Polonia (ZPAV)                       | 22             |
| Reino Unido (Official Charts Company | 65             |

## Historial de lanzamiento
| País                            | Fecha               | Formato                     | Distribuidora             |
| ------------------------------- | ------------------- | --------------------------- | ------------------------- |
| Varios                          | 13 de julio de 2020 | Descarga digital, streaming | SM Entertainment, Dreamus |
| Corea del Sur                   | 13 de julio de 2020 |                             | SM Entertainment, Dreamus |
| CD, descarga digital, streaming | 13 de julio de 2020 |                             | SM Entertainment, Dreamus |